# Вишна
Вишна (болг. Вишна) — село в Болгарии. Находится в Бургасской области, входит в общину Руен. Население составляет 226 человек (2022).

## Политическая ситуация
В местном кметстве Вишна, в состав которого входит Вишна, должность кмета (старосты) исполняет Мехмед Хюсеин Исмаил (Движение за права и свободы (ДПС)) по результатам выборов.
Кмет (мэр) общины Руен — Дурхан Мехмед Мустафа (Движение за права и свободы (ДПС)) по результатам выборов.